# Тактична авіація

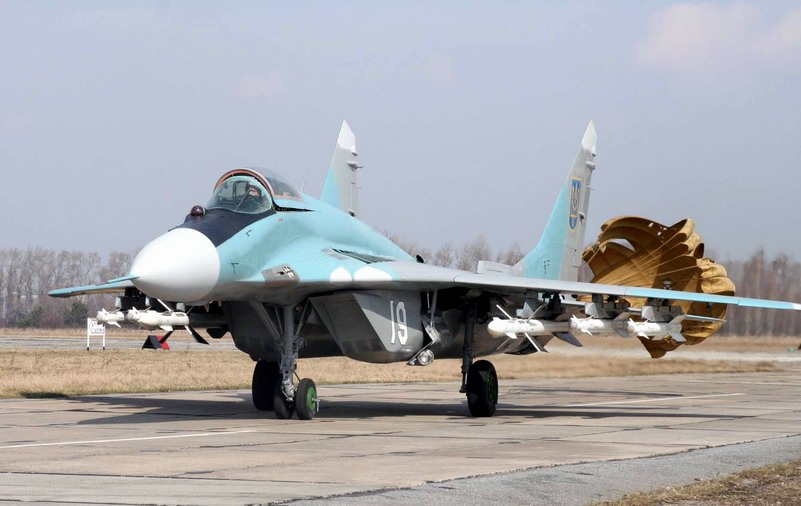
Винищувач МіГ-29, що перебуває на озброєнні Повітряних сил ЗС України

Американський палубний всепогодний штурмовик A-6 «Інтрудер»

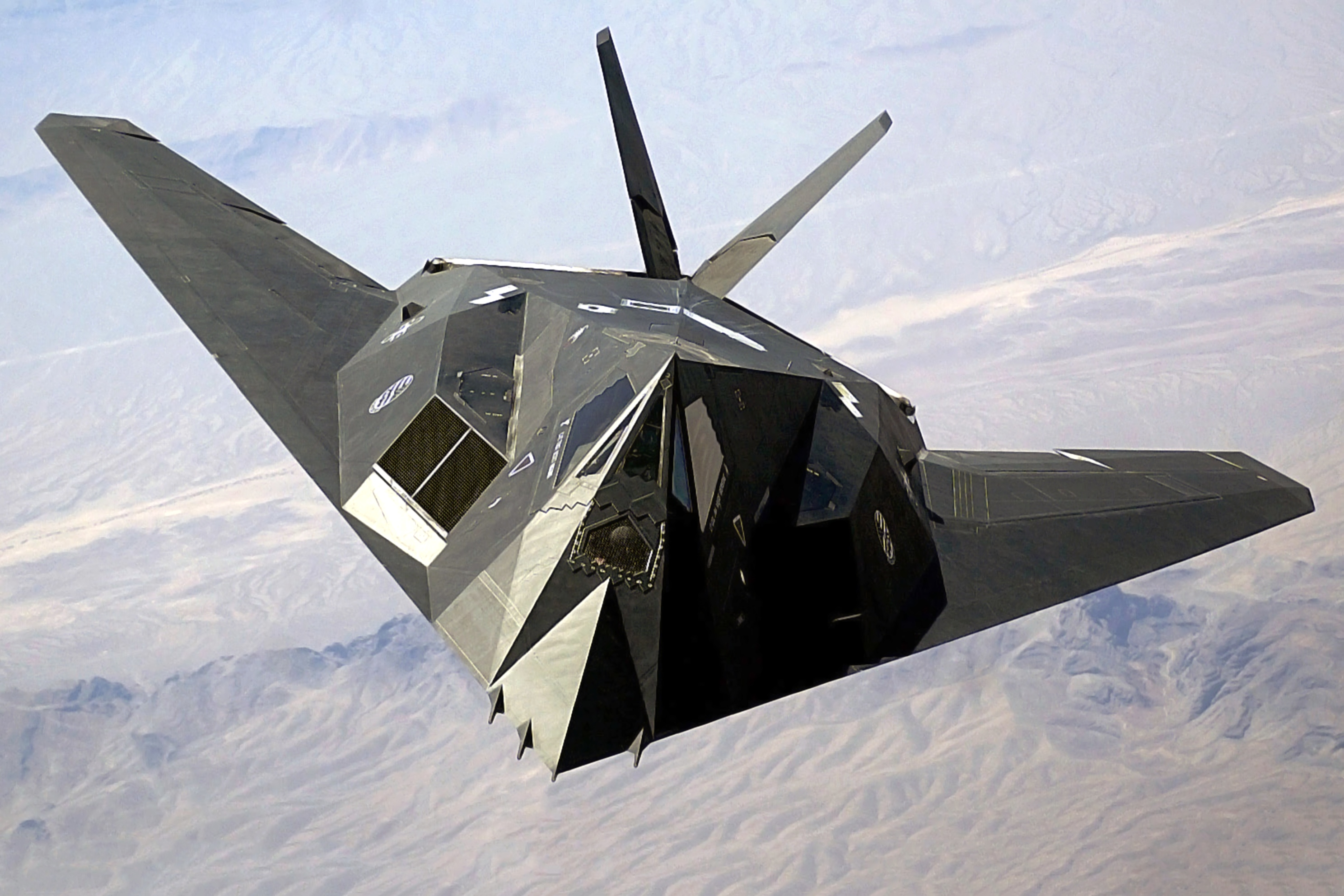
Ударний багатоцільовий літак — штурмовик F-117 «Найтхок»

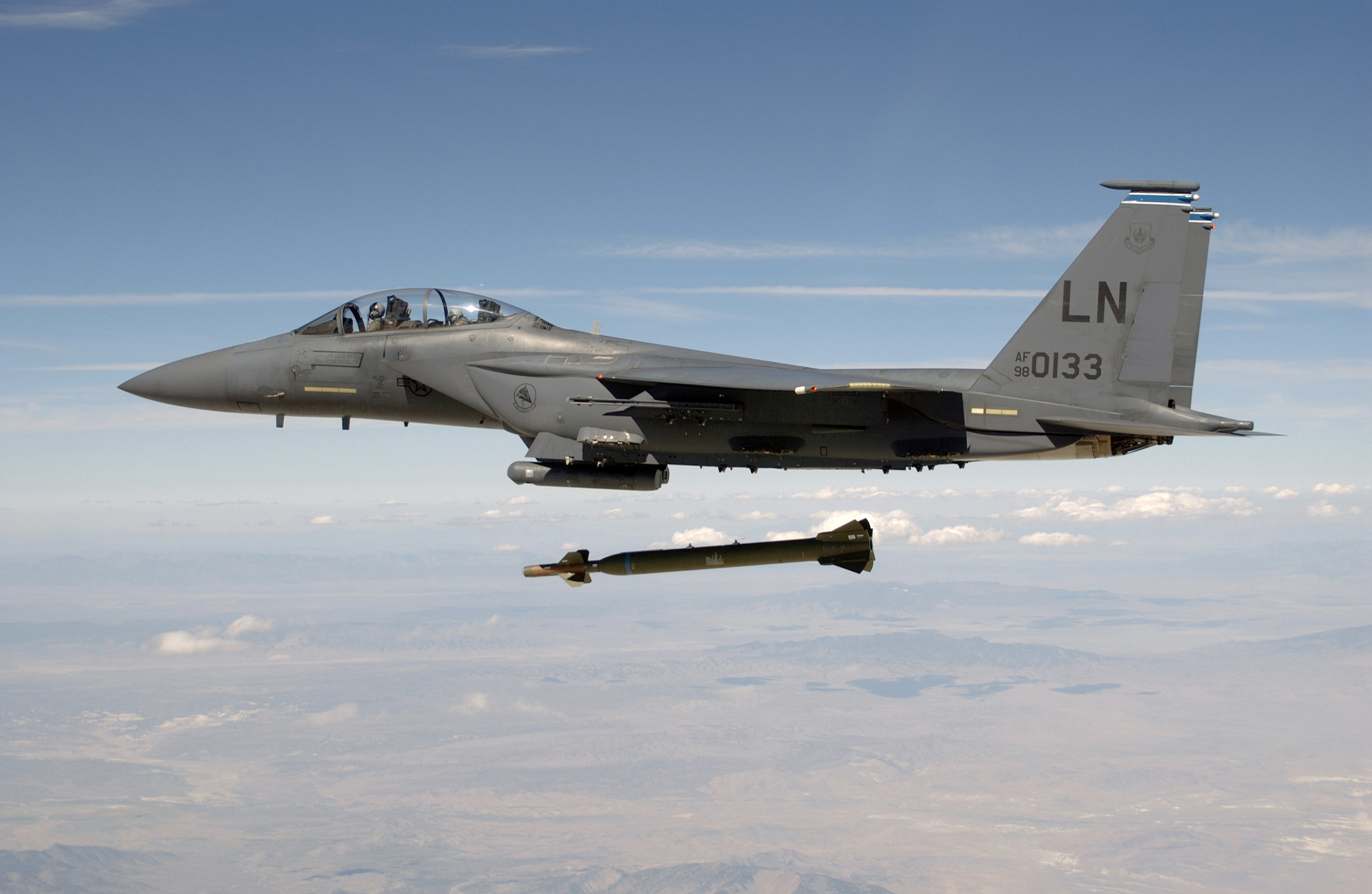
Винищувач-бомбардувальник F-15E «Страйк Ігл», США

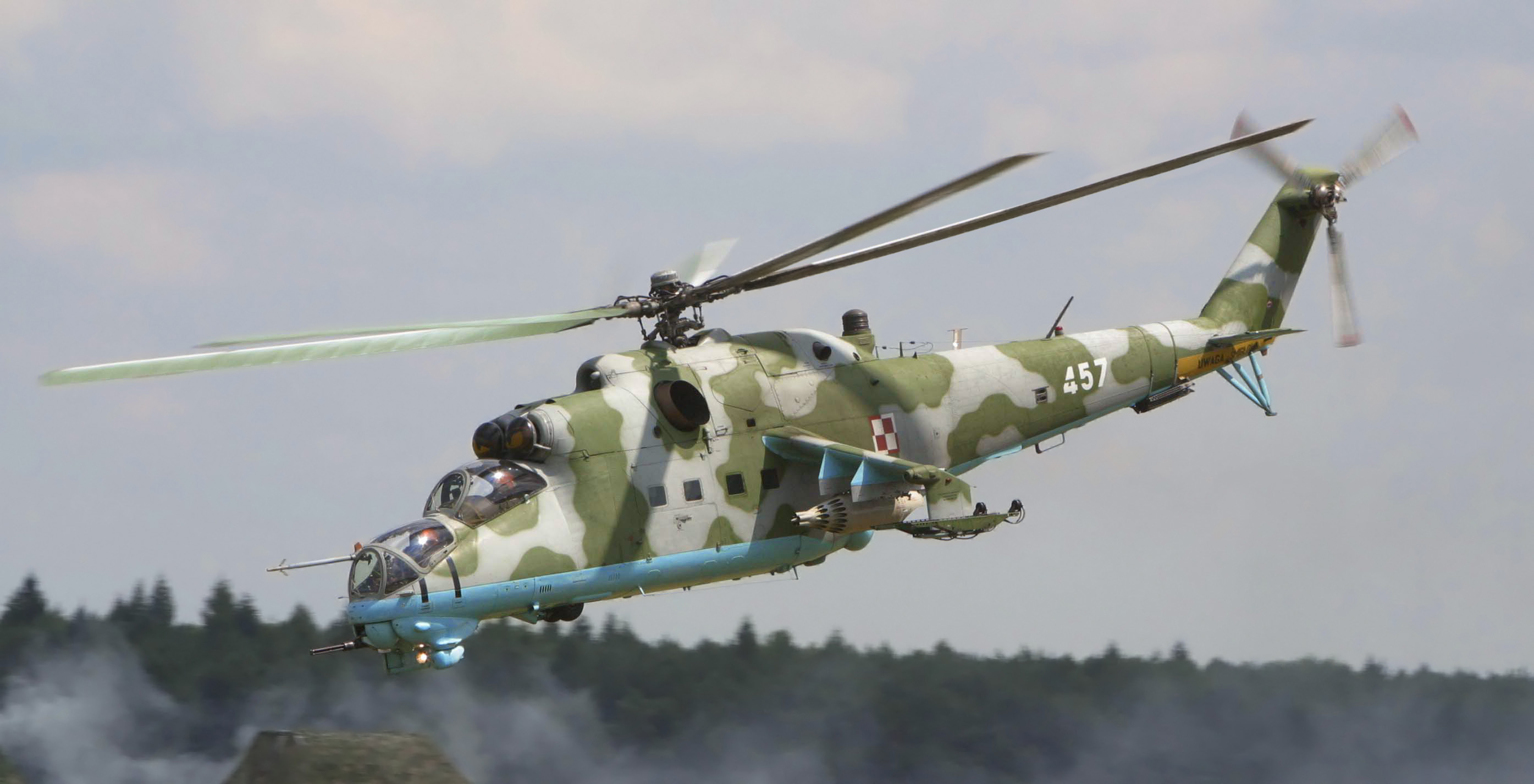
Транспортно-бойовий вертоліт Мі-24

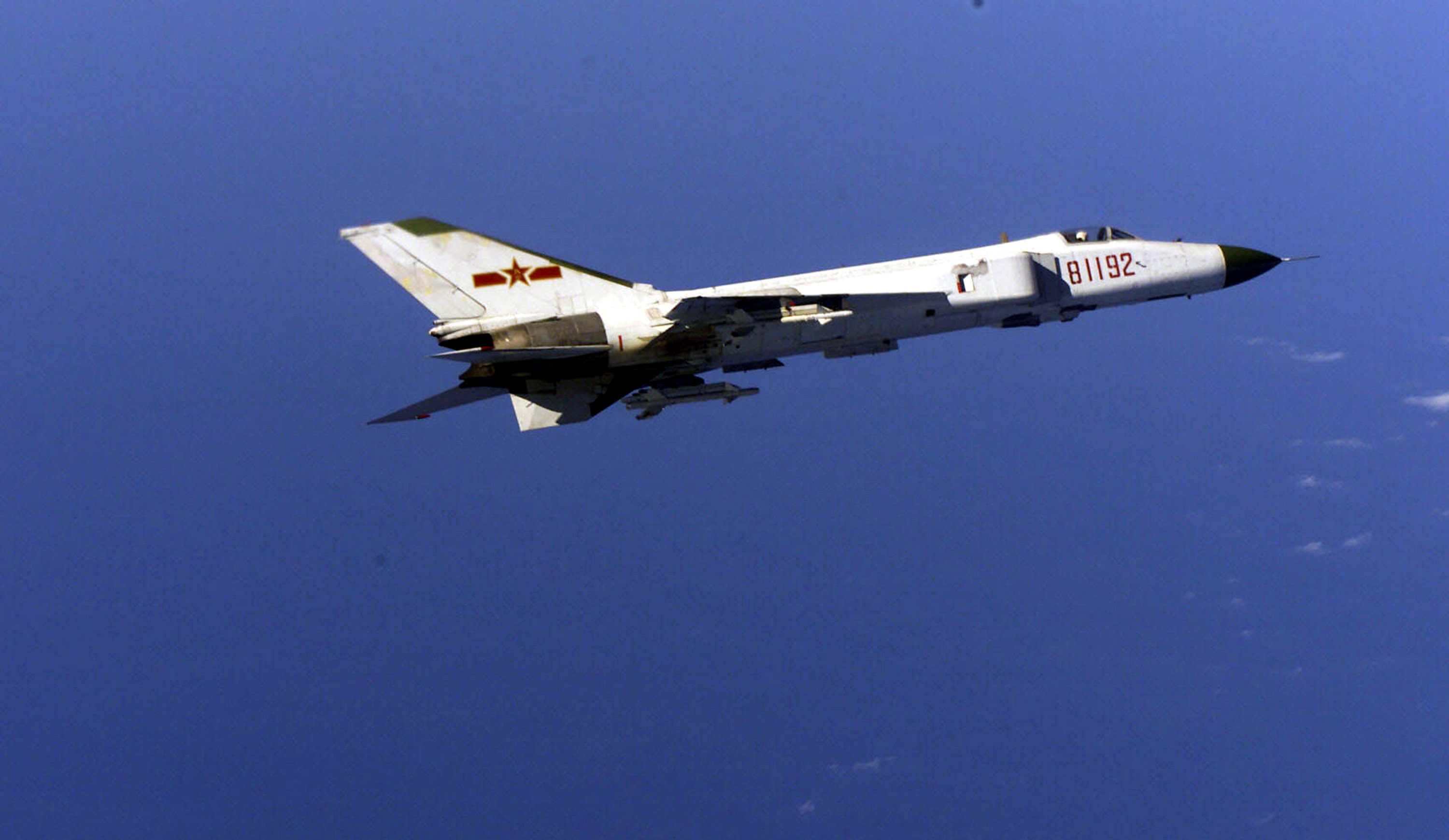
Китайський винищувач-перехоплювач J-8

Тактична авіація — різновид військової авіації у ВПС більшості держав світу, що призначена для ведення на театрах воєнних дій самостійних та спільних з сухопутними військами, а в ряді випадків і з військово-морськими силами бойових дій. У радянських ВПС тактична авіація мала назву фронтова авіація.

## Опис
На озброєнні тактичної авіації перебувають тактичні винищувачі, винищувачі-бомбардувальники, штурмовики, винищувачі ППО, розвідувальні і військово-транспортні літаки і вертольоти. За поглядами військових фахівців основних держав світу, тактична авіація є головною ударною силою ВПС і основним засобом доставляння ядерних і звичайних боєприпасів до об'єктів ударів на ТВД.
Зародження тактичної авіації припадає на період між Першою та Другою світовими війнами, коли в складі ВПС армії США, а потім Франції, Великої Британії, Німеччини та Італії були створені авіаційні частини і з'єднання, призначені для ведення бойових дій у взаємодії з сухопутними військами. У роки Другої світової війни тактична авіація набула значного кількісного та якісного розвитку.
У ВПС армії США були створені повітряні армії, до складу яких входили авіаційні крила і групи легких (тактичних) бомбардувальників, винищувачів і літаків-розвідників. У Люфтваффе Німеччині вищим об'єднанням тактичної авіації були повітряні флоти. У ході війни тактична авіація держав, що воювали, здійснювала безпосередню авіаційну підтримку сухопутних військ (військово-морських сил), прикривала війська і об'єкти тилу від ударів противника з повітря, вела повітряну розвідку, здійснювала десантування та перевезення військ і вантажів. Після війни, з кінця 40-х — початку 50-х рр., вона була переозброєна на літаки з реактивними двигунами і незабаром стала оснащуватися ракетною зброєю.
Відповідно до запропонованої доктрини застосування тактичної авіації її передбачається застосовувати на ТВД для виконання наступних основних завдань: завоювання й утримання панування в повітрі, ізоляції району бойових дій, безпосередньої авіаційної підтримки сухопутних військ (військово-морських сил), ведення повітряної розвідки, забезпечення повітряно-десантних операцій, перекидання військ, зброї, військової техніки тощо.